# Heliconius amazona
Heliconius amazona är en fjärilsart som beskrevs av Otto Staudinger 1896. Heliconius amazona ingår i släktet Heliconius och familjen praktfjärilar. Inga underarter finns listade i Catalogue of Life.